# Линн, Роджер
Роджер Линн (род. 24 августа 1955, Уиттиер, Калифорния) — американский инженер, разработчик электронных музыкальных инструментов и оборудования, изобретатель первой семплерной драм-машины LM-1, семплера MPC, который оказал значительное влияние на развитие хип-хопа. Лауреат «Грэмми» в номинации за музыкальные достижения всей жизни (2011).
В 1979 году совместно с Алексом Моффеттом с целью создания драм-машины, использующей звуки настоящих ударных, основал фирму Linn Moffett Electronics (после того, как Моффет покинул компанию в 1982 году — Linn Electronics). Ранний образец инструмента в 1979 году применён Леоном Расселлом в альбоме Life and Love, в 1980 году драм-машина LM-1 (Linn/Moffett/1) пущена в серию. Машина приобрела широкую популярность, в частности, использовалась в записях Принса, Гэри Ньюмана, Майкла Джексона.
В 1982 году Линн выпустил LinnDrum — преемницу LM-1, в неё были добавлены семплы крэша и райда; среди недостатков нового инструмента — только малый барабан, том и конга могли быть настроены, тогда как на LM-1 каждый звук можно было настроить индивидуально. Высококачественные семплы, удобность и доступность сделали LinnDrum популярной, было продано больше экземпляров, чем у её предшественника (LM-1) и преемника (Linn 9000) вместе взятых. LinnDrum использовалась в большом количестве записей в 1980-х, включая всемирный хит «Take On Me» a-Ha.

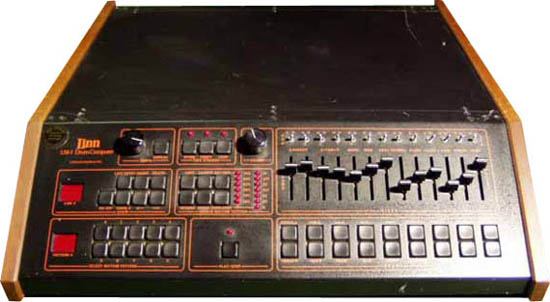
LM-1
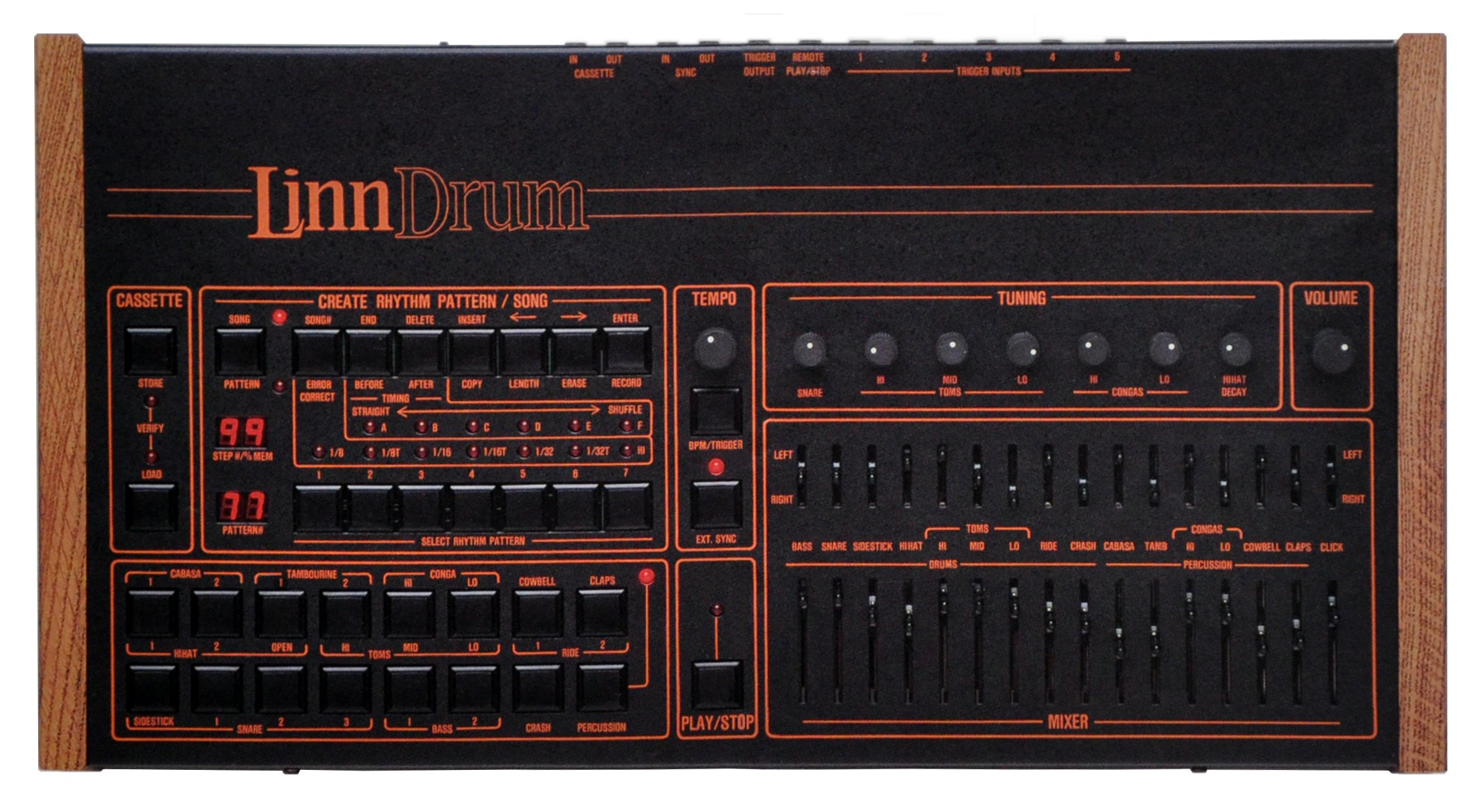
LinnDrum